# Paris (hrabstwo Kenosha)
Paris – miasto w Stanach Zjednoczonych, w stanie Wisconsin, w hrabstwie Kenosha.